# Sint-Guliëlmuskerk
De Sint-Guliëlmuskerk is een kerkgebouw in de Nederlandse stad Maastricht, gelegen aan het Aartshertogenplein in de buurt Wittevrouwenveld. Het gebouw was van 1958 tot 2015 in gebruik als rooms-katholieke parochiekerk en vanaf 2017 als kerkgebouw van de Lighthouse Christengemeente.

## Geschiedenis
In 1955 werd een hulpkerk van de Onze-Lieve-Vrouw van Lourdesparochie opgericht in het noordelijk deel van Wittevrouwenveld, een buurt die bekendstond als relatief arm en waarvan men vond dat die extra pastorale zorg behoefde. Er werd geld ingezameld voor een definitieve kerk, die in 1958 gebouwd werd. De kerk werd gewijd aan de heilige Guliëlmus (Willem van Bourges).
Een bekende pastoor van de Sint-Guliëlmusparochie was van 1986 tot 1996 Sigismund Tagage, die vooral bekendheid verwierf als schatbewaarder van de Sint-Servaaskerk. Tagage zette zich in Wittevrouwenveld met vasthoudendheid in om zijn parochianen dichter bij elkaar te brengen en om het beeld van de wijk naar buiten toe te verbeteren. Terugkijkend op zijn ruim twintig jaar durende werkzaamheid als parochiegeestelijke gaf hij in later jaren aan, dat 'Wittevrouwenveld' de mooiste periode in zijn leven was geweest. In zijn eigen woorden: "Ondanks het feit dat ik een Venlonaar ben, had ik daar het oprechte gevoel dat ik 'enne vaan us' was".
De kerk werd op 15 januari 2015 aan de eredienst onttrokken vanwege het sterk teruggelopen aantal gelovigen. In 2017 kocht de Lighthouse Christengemeente het gebouw en verhuisde later dat jaar van Gronsveld naar Maastricht.

## Gebouw
De Sint-Guliëlmuskerk is een eenvoudige bakstenen zaalkerk in rechthoekige vormen naar een ontwerp van Jos Muré. De iets vooruitspringende middenrisaliet van de voorgevel bestaat uit pilasters en wordt bekroond door een rechthoekige klokkengevel, waarop een kruis is geplaatst. Boven de hoofdingang bevindt zich een natuurstenen reliëf van Dries Engelen, voorstellende het Limburgse volk dat bisschop Lemmens een kerk aanbiedt, die hij vervolgens schenkt aan zijn naamgenoot, de heilige Guliëlmus. Andere hardstenen gevelbeelden zijn van de hand van Jean Sondeijker en stellen Christus respectievelijk bisschop Lemmens voor. De glas-in-loodramen, gele kruisen voorstellende, zijn van Willy Gorissen.

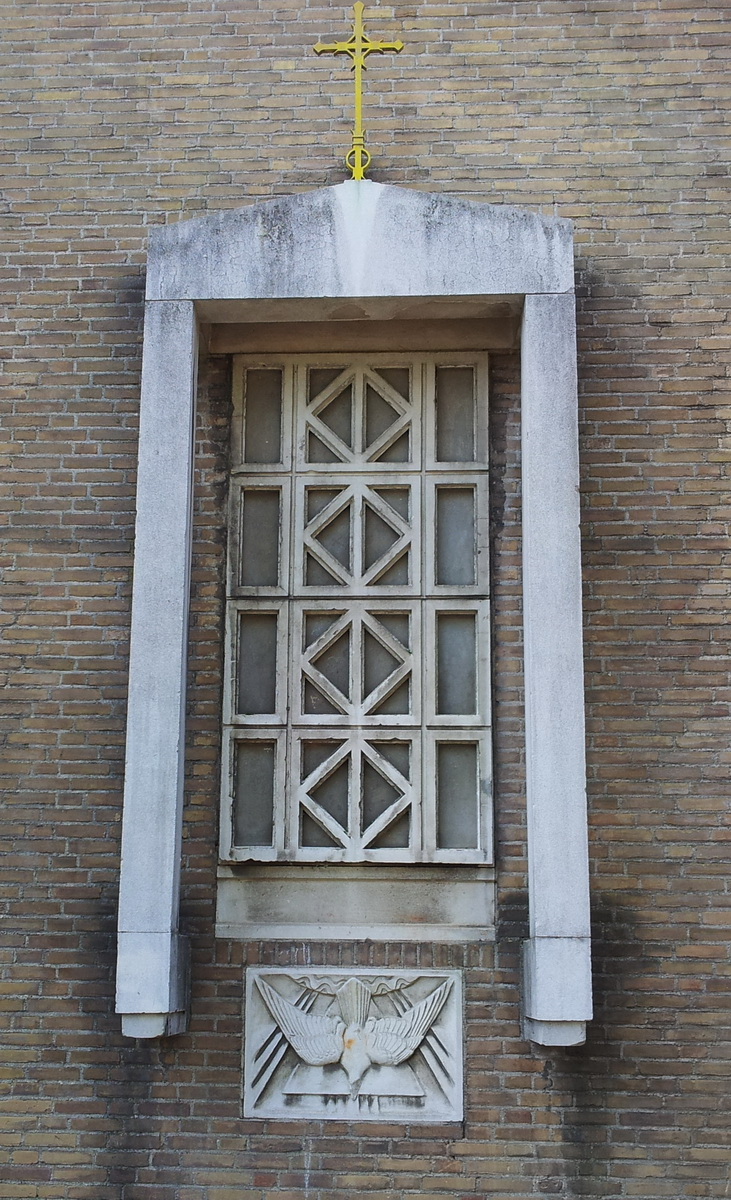
Geveldetail
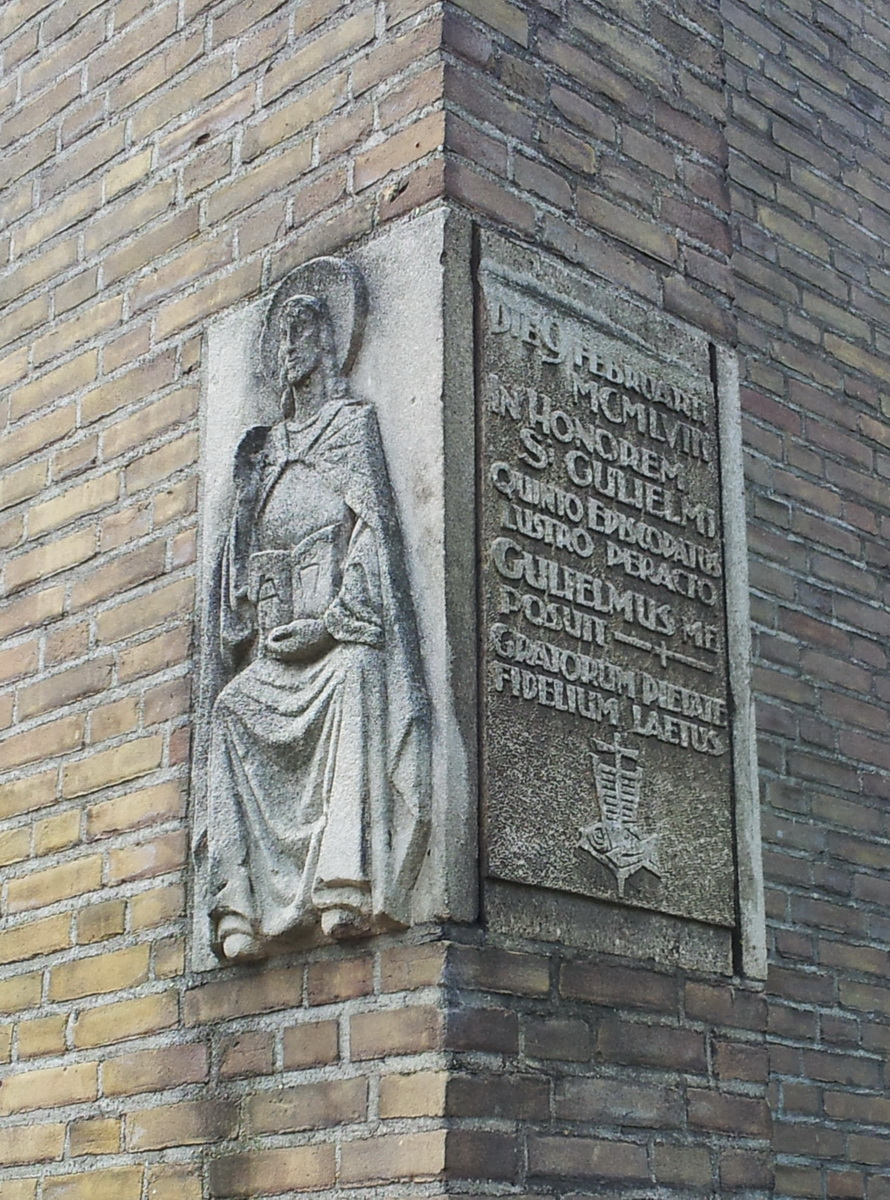
Hoeksteen met reliëf
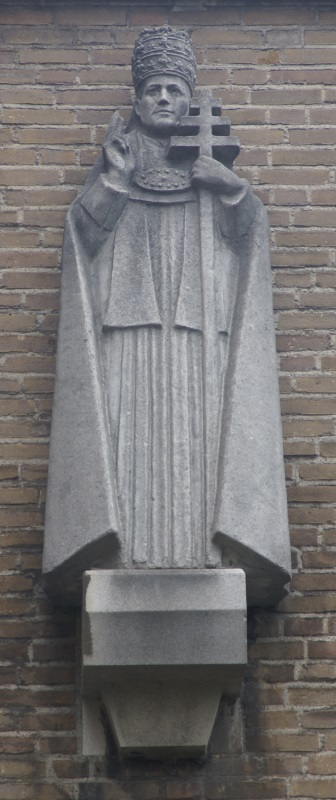
Beeld Paus Pius X